# Moderní gymnastika na Letních olympijských hrách 2004
Moderní gymnastika na Letních olympijských hrách 2004 zahrnovala víceboj jednotlivkyň a víceboj skupin. Místem konání těchto závodů na Letních olympijských hrách 2004 v Aténách byla od 26. do 29. srpna 2004 olympijská hala Galatsi.

## Medailistky
| Soutěž           | Zlato | Stříbro | Bronz |
| ---------------- | --- | --- | --- |
| jednotlivkyně    | Alina Kabajevová · Rusko (RUS) | Irina Čaščinová · Rusko (RUS) | Anna Bessonovová · Ukrajina (UKR) |
| společné skladby | Rusko (RUS) · Olesja Běluginová · Olga Glackichová · Taťjana Kurbakovová · Natalija Lavrovová · Jelena Posevinová · Jelena Murzinová | Itálie (ITA) · Elisa Blanchiová · Fabrizia D'Ottaviová · Marinella Falcaová · Daniela Masseroniová · Elisa Santoniová · Laura Vernizziová | Bulharsko (BUL) · Žaneta Ilievová · Eleonora Kežovová · Zornica Marinovová · Kristina Rangelovová · Galina Tančevová · Vladislava Tančevová |